# علجية (مغنية)
علجية  (20 أفريل 1931م)، مغنية جزائرية مختصة في طابع أشويق ضمن الموسيقى الأمازيغية. اسمها الحقيقي علجية معطوب.

## مسيرتها

### النشأة
وُلدت «علجية معطوب» بتاريخ 20 أفريل 1931م في قرية تاوريرت موسى واعمر [الفرنسية] في ولاية تيزي وزو.
وتنتمي عائلتها إلى عرش آيث عيسي [الفرنسية] ضمن عروش زواوة.
تزوجت الفنانة «علجية» خلال عام 1953م من «أعمر معطوب» الذي توفي خلال سنة 1996م.
وكان زوجها «أعمر معطوب» قد اغترب في فرنسا قبل زواجه ابتداء من سنة 1946م.
وكانت عائلة «معطوب» أثناء ثورة التحرير الجزائرية مشاركة في جيش التحرير الوطني بأبنائها، حيث سقط أخ زوجها مبارك معطوب شهيدا في حين أن زوجها أعمر معطوب واصل الجهاد ضمن فدرالية جبهة التحرير الوطني في فرنسا إلى غاية الاستقلال الوطني خلال عام 1962م.
رُزِقت «علجية» بعد زواجها بولد بتاريخ 24 جانفي 1956م سمته الوناس معطوب، حيث أن الأنس عم بيتها وكذلك الفرحة، وكان سبب ذلك هو تميزه الكبير في صغره.
فأشرفت «علجية» مع أم زوجها على تربية ابنها الوحيد «الوناس معطوب» محيطة إياه بحنان ورعاية أثناء غياب أبيه.
وبعد استقلال الجزائر من الاحتلال الفرنسي، رُزقت الفنانة «علجية» ببنت سمتها مليكة معطوب بتاريخ 24 جوان 1963م.

### ميولها الفني
شرعت «علجية» في ترديد الأغاني القبائلية القديمة منذ نعومة أظافرها، وذلك أثناء السهرات الشتوية أو الأشغال الفلاحية في الحقول.
وكان زوجها «أعمر معطوب» بعد عودته من الغربة الفرنسية خلال عام 1972م متفهما لأشواق زوجته الفنية، فسمح لها بتنشيط الأفراح والمناسبات من خلال غناء طابع أشويق في الفن القبائلي.

### أغنية نعي زوجها
أغنية: أفافا روح (A Vava Rouh) على يوتيوب

### الأغاني الثنائية
شاركت الفنانة «علجية» مع العديد من الفنانين القبائليين في أغاني ثنائية.
ومن أشهر الفنانين الذين شاركت معهم في مشاريع غنائية ابنها الوناس معطوب في ألبوم «أسيرام Assirem» أين شاركت في الأغنية التاسعة.

## أغاني أشويق

### أغاني الفنانة علجية
تُعتبر الفنانة «علجية» من أشهر مغنيات «أشويق»، ومن بين أغانيها المعروفة:
- «تيغري ج جمة (Tighri g gemma)».
- «أياوراغ إيثراون (Ayawragh itherawen)».
- «أشويق ن مميس (Achewiq n memmis)».
- «يناير (Yennayer)».
- «دا الحسين (Da lhocine)».

### فيديوهات أغاني علجية
- أغنية: تيغري ج جمة (Tighri g gemma) على يوتيوب
- أغنية: أياوراغ إيثراون (Ayawragh Itherawen) على يوتيوب
- أغنية: أشويق ن مميس (Achewiq n memmis) على يوتيوب
- أغنية: يناير (Yennayer) على يوتيوب
- أغنية: دا الحسين (Da lhocine) على يوتيوب

### مواضيع ذات صلة
- الوناس معطوب
- أشويق
- الفن القبائلي
- الموسيقى الأمازيغية
- أورار لخالات [القبيلية]
- نوبة لخالات
- أنيسة
- بهية
- جميلة
- جيدة ثامقرانث
- حنيفة
- خدوجة
- زينة
- شابحة
- شريفة
- نوارة
- ونيسة
- يمينة
- قرية تاوريرت موسى واعمر [الفرنسية]